# (4199) Андреев

Андреев Г. В.
Апрель 2002

(4199) Андреев (англ. Andreev) — астероид из группы главного пояса, который был открыт 1 сентября 1983 года бельгийским астрономом Анри Дебеонь в обсерватории Ла-Силья и назван в честь советского математика и астронома, академика Нью-Йоркской Академии наук Геннадия Васильевича Андреева (Томский государственный университет), одного из многолетних организаторов международных экспедиций по изучению феномена «Тунгусского метеорита».

Орбита астероида Андреев и его положение в Солнечной системе